# 75. Kongress der Vereinigten Staaten
Der 75. Kongress der Vereinigten Staaten, bestehend aus dem Repräsentantenhaus und dem Senat, war die Legislative der Vereinigten Staaten. Seine Legislaturperiode dauerte vom 3. Januar 1937 bis zum 3. Januar 1939. Alle Abgeordneten des Repräsentantenhauses sowie ein Drittel der Senatoren (Klasse II) waren im November 1936 bzw. im September im Bundesstaat Maine bei den Kongresswahlen gewählt worden. Dabei ergab sich in beiden Kammern eine große Mehrheit für die Demokratische Partei, die mit Franklin D. Roosevelt auch den Präsidenten stellte. Der Republikanischen Partei blieb nur die Rolle in der Opposition. Während der Legislaturperiode gab es einige Rücktritte und Todesfälle, die aber an den Mehrheitsverhältnissen nichts änderten. Der Kongress tagte in der amerikanischen Bundeshauptstadt Washington, D.C. Die Vereinigten Staaten bestanden damals aus 48 Bundesstaaten. Die Sitzverteilung im Repräsentantenhaus basierte auf der Volkszählung von 1930.

## Wichtige Ereignisse
Siehe auch 1937 und 1938
Während dieser Legislaturperiode erholte sich die amerikanische Wirtschaft weiter von den Folgen der großen Depression seit der Weltwirtschaftskrise. Auslöser hierfür war unter anderem das Greifen einiger New Deal Gesetze der Bundesregierung. 
- 3. Januar 1937: Beginn der Legislaturperiode des 75. Kongresses
- 20. Januar 1937: Präsident Franklin D. Roosevelt wird in seine zweite Amtszeit als US-Präsident eingeführt. Dies ist die erste Präsidenteneinführung an einem 20. Januar. Zuvor fanden die Amtseinführungen alle vier Jahre jeweils am 4. März statt. Siehe auch 20. Zusatzartikel zur Verfassung der Vereinigten Staaten.
- 5. Februar 1937: Präsident  Roosevelt stellt mit dem sogenannten Court-Packing Plan eine Justizreform vor, die auf eine Anhebung der Zahl der Bundesrichter abzielt und damit indirekt auf eine Einflussnahme des Präsidenten auf die Gerichte hinausläuft, da die Richter ja vom Präsidenten ernannt werden. Der Plan stößt auch innerhalb seiner Demokratischen Partei auf Widerstand und wird schließlich am 22. Juli 1937 vom Senat abgelehnt.
- 26. März 1937: Mit William H. Hastie wird erstmals ein Mann mit afro-amerikanischer Abstammung Richter an einem Bundesgericht.
- 12. April 1937:  Der Oberste Gerichtshof der Vereinigten Staaten erklärt den 1935 verabschiedeten National Labor Relations Act als verfassungskonform.
- 5. Oktober 1937: Präsident Roosevelt halt seine als Quarantäne-Rede bekannt gewordene Ansprache.

## Die wichtigsten Gesetze
In den Sitzungsperioden des 75. Kongresses wurden unter anderem folgende Bundesgesetze verabschiedet (siehe auch: Gesetzgebungsverfahren):
- 1. Mai 1937: Neutrality Acts of 1937 siehe Neutralitätsgesetze.
- 3. Juni 1937: Agricultural Marketing Agreement Act of 1937
- 2. August 1937: Marihuana Tax Act of 1937
- 5. August 1937: National Cancer Institute Act siehe auch National Cancer Institute.
- 17. August 1937: Miller-Tydings Act
- 21. März 1938: Wheeler–Lea Act
- 8. Juni 1938: Foreign Agents Registration Act
- 21. Juni 1938: Natural Gas Act
- 25. Juni 1938: Civil Aeronautics Act
- 25. Juni 1938: Fair Labor Standards Act
- 25. Juni 1938: Federal Food, Drug, and Cosmetic Act
- 25. Juni 1938: Wagner-O'Day Act

## Zusammensetzung nach Parteien

### Senat
- Demokratische Partei: 76 (Mehrheit)
- Republikanische Partei: 16
- Sonstige: 4
- Vakant: 0

Gesamt: 96

### Repräsentantenhaus
- Demokratische Partei: 334 (Mehrheit)
- Republikanische Partei: 88
- Sonstige 13

Gesamt: 435
Außerdem gab es noch vier nicht stimmberechtigte Kongressdelegierte.

## Amtsträger

### Senat
- Präsident des Senats: John Nance Garner (D)
- Präsident pro tempore: Key Pittman (D)

#### Führung der Mehrheitspartei
- Mehrheitsführer: Joseph Taylor Robinson (D) bis 14. Juli 1937 dann  Alben W. Barkley (D)
- Mehrheitswhip: J. Hamilton Lewis (D)

#### Führung der Minderheitspartei
- Minderheitsführer: Charles L. McNary (R)
- Minderheitswhip: Zwischen 1935 und 1945 unbesetzt

### Repräsentantenhaus
- Sprecher des Repräsentantenhauses: William B. Bankhead (D)

#### Führung der Mehrheitspartei
- Mehrheitsführer: Sam Rayburn (D)
- Mehrheitswhip: Patrick J. Boland, (D)

#### Führung der Minderheitspartei
- Minderheitsführer: Bertrand Snell (R)
- Minderheitswhip: Harry Lane Englebright (R)

## Senatsmitglieder
Im 75. Kongress vertraten folgende Senatoren ihre jeweiligen Bundesstaaten:
| Alabama - 2. John H. Bankhead (D) - 3. Hugo Black (D) bis zum 19. August 1937 - Dixie Bibb Graves (D) vom 20. August 1937 bis zum 10. Januar 1938 - J. Lister Hill (D) ab dem 11. Januar 1938 Arizona - 1. Henry F. Ashurst (D) - 3. Carl Hayden (D) Arkansas - 2. Joseph Taylor Robinson (D) bis zum 14. Juli 1937 - John E. Miller (D) ab dem 15. November 1937 - 3. Hattie Caraway (D) Kalifornien - 1. Hiram Johnson (R) - 3. William Gibbs McAdoo (D) bis zum 8. November 1938 - Thomas M. Storke (D) ab dem 9. November 1938 Colorado - 2. Edwin C. Johnson (D) - 3. Alva B. Adams (D) Connecticut - 1. Francis T. Maloney (D) - 3. Augustine Lonergan (D) Delaware - 1. John G. Townsend (R) - 2. James H. Hughes (D) Florida - 1. Charles O. Andrews (D) - 3. Claude Pepper (D) Georgia - 2. Richard B. Russell (D) - 3. Walter F. George (D) Idaho - 2. William Borah (R) - 3. James Pinckney Pope (D) Illinois - 2. J. Hamilton Lewis (D) - 3. William H. Dieterich (D) Indiana - 1. Sherman Minton (D) - 3. Frederick Van Nuys (D) Iowa - 2. Clyde L. Herring (D) ab dem 15. Januar 1937 - 3. Guy Gillette (D) Kansas - 2. Arthur Capper (R) - 3. George McGill (D) Kentucky - 2. Marvel M. Logan (D) - 3. Alben W. Barkley (D) Louisiana - 2. Allen J. Ellender (D) - 3. John H. Overton (D) Maine - 1. Frederick Hale (R) - 2. Wallace H. White (R) Maryland - 1. George L. P. Radcliffe (D) - 3. Millard Tydings (D) Massachusetts - 1. David I. Walsh (D) - 2. Henry Cabot Lodge Jr. (R) Michigan - 1. Arthur H. Vandenberg (R) - 2. Prentiss M. Brown (D) Minnesota - 1. Henrik Shipstead (Farmer Labor Party) - 2. Ernest Lundeen (Farmer Labor Party) Mississippi - 1. Theodore G. Bilbo (D) - 2. Pat Harrison (D) Missouri - 1. Harry S. Truman (D) - 3. Bennett Champ Clark (D) Montana - 1. Burton K. Wheeler (D) - 2. James Edward Murray (D) Nebraska - 1. Edward R. Burke (D) - 2. George W. Norris (Unabhängiger) | Nevada - 1. Key Pittman (D) - 3. Pat McCarran (D) New Hampshire - 2. Styles Bridges (R) - 3. Fred H. Brown (D) New Jersey - 1. A. Harry Moore (D) bis zum 17. Januar 1938 - John Gerald Milton (D) vom 18. Januar bis zum 8. November 1938 - William Warren Barbour (R) ab dem 8. November 1938 - 2. William Smathers (D) New Mexico - 1. Dennis Chavez (D) - 2. Carl Hatch (D) New York - 1. Royal S. Copeland (D) bis zum 17. Juni 1938 - James M. Mead (D) ab dem 3. Dezember 1938 - 3. Robert F. Wagner (D) North Carolina - 2. Josiah William Bailey (D) - 3. Robert Rice Reynolds (D) North Dakota - 1. Lynn Frazier (R) - 3. Gerald Nye (R) Ohio - 1. A. Victor Donahey (D) - 3. Robert J. Bulkley (D) Oklahoma - 2. Joshua B. Lee (D) - 3. Elmer Thomas (D) Oregon - 2. Charles L. McNary (R) - 3. Frederick Steiwer (R) bis zum 31. Januar 1938 - Alfred E. Reames (D) vom 1. Februar bis zum 8. November 1938 - Alexander G. Barry (R) ab dem 9. November 1938 Pennsylvania - 1. Joseph F. Guffey (D) - 3. James J. Davis (R) Rhode Island - 1. Peter G. Gerry (D) - 2. Theodore F. Green (D) South Carolina - 2. James F. Byrnes (D) - 3. Ellison D. Smith (D) South Dakota - 2. William J. Bulow (D) - 3. Herbert E. Hitchcock (D) bis zum 8. November 1938 - Gladys Pyle (R) ab dem 9. November 1938 Tennessee - 1. Kenneth McKellar (D) - 2. Nathan L. Bachman (D) bis zum 23. April 1937 - George L. Berry (D) vom 6. Mai 1937 bis zum 8. November 1938 - Tom Stewart (D) ab dem 8. November 1938 Texas - 1. Tom Connally (D) - 2. Morris Sheppard (D) Utah - 1. William H. King (D) - 3. Elbert D. Thomas (D) Vermont - 1. Warren Austin (R) - 3. Ernest Gibson Sr. (R) Virginia - 1. Harry F. Byrd Sr. (D) - 2. Carter Glass (D) Washington - 1. Lewis Baxter Schwellenbach (D) - 3. Homer Bone (D) West Virginia - 1. Rush D. Holt Sr. (D) - 2. Matthew M. Neely (D) Wisconsin - 1. Robert M. La Follette Jr. (Wisconsin Progressive Party) - 3. F. Ryan Duffy (D) Wyoming - 1. Joseph C. O’Mahoney (D) - 2. Henry H. Schwartz (D) |

## Mitglieder des Repräsentantenhauses
Folgende Kongressabgeordnete vertraten im 75. Kongress die Interessen ihrer jeweiligen Bundesstaaten:
| Alabama 9 Wahlbezirke - 1. Frank W. Boykin (D) - 2. J. Lister Hill (D) bis zum 11. Januar 1938 - George M. Grant (D) ab dem 14. Juni 1938 - 3. Henry B. Steagall (D) - 4. Sam Hobbs (D) - 5. Joe Starnes (D) - 6. Pete Jarman (D) - 7. William B. Bankhead (D) - 8. John Sparkman (D) - 9. Luther Patrick (D) Arizona Staatsweite Wahl - John R. Murdock (D) Arkansas 7 Wahlbezirke. - 1. William J. Driver (D) - 2. John E. Miller (D) bis zum 14. November 1937 - 3. Claude A. Fuller (D) - 4. William B. Cravens (D) - 5. David Dickson Terry (D) - 6. John Little McClellan (D) - 7. Wade H. Kitchens (D) Kalifornien 20 Wahlbezirke. - 1. Clarence F. Lea (D) - 2. Harry Lane Englebright (R) - 3. Frank H. Buck (D) - 4. Franck R. Havenner (Progressive Party (1924)) - 5. Richard J. Welch (R) - 6. Albert E. Carter (R) - 7. John H. Tolan (D) - 8. John J. McGrath (D) - 9. Bertrand W. Gearhart (R) - 10. Henry E. Stubbs (D) bis zum 28. Februar 1937 - Alfred J. Elliott (D) ab dem 4. Mai 1937 - 11. John S. McGroarty (D) - 12. Jerry Voorhis (D) - 13. Charles Kramer (D) - 14. Thomas F. Ford (D) - 15. John M. Costello (D) - 16. John F. Dockweiler (D) - 17. Charles J. Colden (D) bis zum 15. April 1938 - 18. Byron N. Scott (D) - 19. Harry R. Sheppard (D) - 20. Edouard Izac (D) Colorado 4 Wahlbezirke - 1. Lawrence Lewis (D) - 2. Fred N. Cummings (D) - 3. John Andrew Martin (D) - 4. Edward T. Taylor (D) Connecticut 5 Wahlbezirke. Außerdem wurde ein Abgeordneter staatsweit gewählt - 1. Herman P. Kopplemann (D) - 2. William J. Fitzgerald (D) - 3. James A. Shanley (D) - 4. Alfred N. Phillips (D) - 5. J. Joseph Smith (D) - 6. William M. Citron (D) staatsweit gewählt Delaware Staatsweite Wahl - William F. Allen (D) Florida 5 Wahlbezirke - 1. J. Hardin Peterson (D) - 2. Robert A. Green (D) - 3. Millard F. Caldwell (D) - 4. J. Mark Wilcox (D) - 5. Joe Hendricks (D) Georgia 10 Wahlbezirke - 1. Hugh Peterson (D) - 2. Edward E. Cox (D) - 3. Stephen Pace (D) - 4. Emmett Marshall Owen (D) - 5. Robert Ramspeck (D) - 6. Carl Vinson (D) - 7. Malcolm C. Tarver (D) - 8. Braswell Deen (D) - 9. B. Frank Whelchel (D) - 10. Paul Brown (D) Idaho 2 Wahlbezirke - 1. Compton I. White (D) - 2. David Worth Clark (D) Illinois 25 Wahlbezirke. Außerdem wurden zwei Abgeordnete staatsweit gewählt - 1. Arthur W. Mitchell (D) - 2. Raymond S. McKeough (D) - 3. Edward A. Kelly (D) - 4. Harry P. Beam (D) - 5. Adolph J. Sabath (D) - 6. Thomas J. O’Brien (D) - 7. Leonard W. Schuetz (D) - 8. Leo Kocialkowski (D) - 9. James McAndrews (D) - 10. Ralph E. Church (R) - 11. Chauncey W. Reed (R) - 12. Noah M. Mason (R) - 13. Leo E. Allen (R) - 14. Chester C. Thompson (D) - 15. Lewis L. Boyer (D) - 16. Everett Dirksen (R) - 17. Leslie C. Arends (R) - 18. James A. Meeks (D) - 19. Hugh M. Rigney (D) - 20. Scott W. Lucas (D) - 21. Frank W. Fries (D) - 22. Edwin M. Schaefer (D) - 23. Laurence F. Arnold (D) - 24. Claude V. Parsons (D) - 25. Kent E. Keller (D) - 26. Edwin V. Champion (D) staatsweit gewählt - 27. Lewis M. Long (D) Indiana 12 Wahlbezirke - 1. William T. Schulte (D) - 2. Charles A. Halleck (R) - 3. Samuel B. Pettengill (D) - 4. James Indus Farley (D) - 5. Glenn Griswold (D) - 6. Virginia E. Jenckes (D) - 7. Arthur H. Greenwood (D) - 8. John W. Boehne (D) - 9. Eugene B. Crowe (D) - 10. Finly H. Gray (D) - 11. William Larrabee (D) - 12. Louis Ludlow (D) Iowa 9 Wahlbezirke - 1. Edward C. Eicher (D) bis zum 2. Dezember 1938 - 2. William S. Jacobsen (D) - 3. John W. Gwynne (R) - 4. Fred Biermann (D) - 5. Lloyd Thurston (R) - 6. Cassius C. Dowell (R) - 7. Otha Wearin (D) - 8. Fred C. Gilchrist (R) - 9. Vincent F. Harrington (D) Kansas 7 Wahlbezirke. - 1. William P. Lambertson (R) - 2. Ulysses Samuel Guyer (R) - 3. Edward White Patterson (D) - 4. Edward Herbert Rees (R) - 5. John Mills Houston (D) - 6. Frank Carlson (R) - 7. Clifford R. Hope (R) Kentucky 9 Wahlbezirke - 1. Noble Jones Gregory (D) - 2. Beverly M. Vincent (D) - 3. Emmet O’Neal (D) - 4. Edward W. Creal (D) - 5. Brent Spence (D) - 6. Virgil Chapman (D) - 7. Andrew J. May (D) - 8. Fred M. Vinson (D) bis zum 27. Mai 1938 - Joe B. Bates (D) ab dem 4. Juni 1938 - 9. John M. Robsion (R) Louisiana 8 Wahlbezirke - 1. Joachim O. Fernández (D) - 2. Paul H. Maloney (D) - 3. Robert L. Mouton (D) - 4. Overton Brooks (D) - 5. Newt V. Mills (D) - 6. John K. Griffith (D) - 7. René L. De Rouen (D) - 8. A. Leonard Allen (D) Maine 3 Wahlbezirke - 1. James C. Oliver (R) - 2. Clyde Smith (R) - 3. Owen Brewster (R) Maryland 6 Wahlbezirke. - 1. Thomas Alan Goldsborough (D) - 2. William Purington Cole (D) - 3. Vincent Luke Palmisano (D) - 4. Ambrose Jerome Kennedy (D) - 5. Stephen Warfield Gambrill (D) bis zum 19. Dezember 1938 - 6. David John Lewis (D) Massachusetts 15 Wahlbezirke - 1. Allen T. Treadway (R) - 2. Charles R. Clason (R) - 3. Joseph E. Casey (D) - 4. Pehr G. Holmes (R) - 5. Edith Nourse Rogers (R) - 6. George J. Bates (R) - 7. William P. Connery (D) bis zum 15. Juni 1937 - Lawrence J. Connery (D) ab dem 28. September 1937 - 8. Arthur Daniel Healey (D) - 9. Robert Luce (R) - 10. George H. Tinkham (R) - 11. John Patrick Higgins (D) bis zum 30. September 1937 - Thomas A. Flaherty (D) ab dem 14. Dezember 1937 - 12. John W. McCormack (D) - 13. Richard B. Wigglesworth (R) - 14. Joseph William Martin (R) - 15. Charles L. Gifford (R) Michigan 17 Wahlbezirke - 1. George G. Sadowski (D) - 2. Earl C. Michener (R) - 3. Paul W. Shafer (R) - 4. Clare Hoffman (R) - 5. Carl E. Mapes (R) - 6. Andrew J. Transue (D) - 7. Jesse P. Wolcott (R) - 8. Fred L. Crawford (R) - 9. Albert J. Engel (R) - 10. Roy O. Woodruff (R) - 11. John F. Luecke (D) - 12. Frank Eugene Hook (D) - 13. George D. O’Brien (D) - 14. Louis C. Rabaut (D) - 15. John Dingell Sr. (D) - 16. John Lesinski Sr. (D) - 17. George Anthony Dondero (R) Minnesota 9 Wahlbezirke - 1. August H. Andresen (R) - 2. Elmer Ryan (D) - 3. Henry Teigan (Farmer Labor Party) - 4. Melvin Maas (R) - 5. Dewey Johnson (Farmer Labor Party) - 6. Harold Knutson (R) - 7. Paul John Kvale (Farmer Labor Party) - 8. John Bernard (Farmer Labor Party) - 9. Rich T. Buckler (Farmer Labor Party) Mississippi 7 Wahlbezirke - 1. John E. Rankin (D) - 2. Wall Doxey (D) - 3. William M. Whittington (D) - 4. Aaron L. Ford (D) - 5. Ross A. Collins (D) - 6. William M. Colmer (D) - 7. Daniel R. McGehee (D) Missouri 13 Wahlbezirke - 1. Milton A. Romjue (D) - 2. William L. Nelson (D) - 3. Richard M. Duncan (D) - 4. C. Jasper Bell (D) - 5. Joe Shannon (D) - 6. Reuben T. Wood (D) - 7. Dewey Jackson Short (R) - 8. Clyde Williams (D) - 9. Clarence Cannon (D) - 10. Orville Zimmerman (D) - 11. Thomas C. Hennings (D) - 12. Charles Arthur Anderson (D) - 13. John J. Cochran (D) Montana 2 Wahlbezirke - 1. Jerry J. O’Connell (D) - 2. James F. O’Connor (D) Nebraska 5 Wahlbezirke - 1. Henry Carl Luckey (D) - 2. Charles F. McLaughlin (D) - 3. Karl Stefan (R) - 4. Charles Gustav Binderup (D) - 5. Harry B. Coffee (D) Nevada Staatsweite Wahl - James Graves Scrugham (D) New Hampshire 2 Wahlbezirke - 1. Arthur B. Jenks (R) bis zum 9. Juni 1938 - Alphonse Roy (D) ab dem 9. Juni 1938 - 2. Charles W. Tobey (D) | New Jersey 14 Wahlbezirke - 1. Charles A. Wolverton (R) - 2. Elmer H. Wene (D) - 3. William H. Sutphin (D) - 4. D. Lane Powers (R) - 5. Charles Aubrey Eaton (R) - 6. Donald H. McLean (R) - 7. J. Parnell Thomas (R) - 8. George N. Seger (R) - 9. Edward Aloysius Kenney (D) bis zum 27. Januar 1938 - 10. Fred A. Hartley (R) - 11. Edward L. O’Neill (D) - 12. Frank W. Towey (D) - 13. Mary Teresa Norton (D) - 14. Edward J. Hart (D) New Mexico Staatsweite Wahl - John Joseph Dempsey (D) New York 43 Wahlbezirke: Außerdem wurden zwei Abgeordnete staatsweit gewählt - 1. Robert L. Bacon (R) bis zum 12. September 1938 - 2. William Bernard Barry (D) - 3. Joseph L. Pfeifer (D) - 4. Thomas H. Cullen (D) - 5. Marcellus H. Evans (D) - 6. Andrew Lawrence Somers (D) - 7. John J. Delaney (D) - 8. Donald L. O’Toole (D) - 9. Eugene James Keogh (D) - 10. Emanuel Celler (D) - 11. James A. O’Leary (D) - 12. Samuel Dickstein (D) - 13. Christopher D. Sullivan (D) - 14. William I. Sirovich (D) - 15. John J. Boylan (D) bis zum 5. Oktober 1938 - 16. John J. O’Connor (D) - 17. Theodore A. Peyser (D) bis zum 8. August 1937 - Bruce Fairchild Barton (R) ab dem 2. November 1937 - 18. Martin J. Kennedy (D) - 19. Sol Bloom (D) - 20. James J. Lanzetta (D) - 21. Joseph A. Gavagan (D) - 22. Edward W. Curley (D) - 23. Charles A. Buckley (D) - 24. James M. Fitzpatrick (D) - 25. Charles D. Millard (R) bis zum 29. September 1937 - Ralph A. Gamble (R) ab dem 2. November 1937 - 26. Hamilton Fish III (R) - 27. Philip A. Goodwin (R) bis zum 6. Juni 1937 - Lewis K. Rockefeller (R) ab dem 2. November 1937 - 28. William T. Byrne (D) - 29. E. Harold Cluett (R) - 30. Frank Crowther (R) - 31. Bertrand Snell (R) - 32. Francis D. Culkin (R) - 33. Fred J. Douglas (R) - 34. Bert Lord (R) - 35. Clarence E. Hancock (R) - 36. John Taber (R) - 37. William Sterling Cole (R) - 38. George B. Kelly (D) - 39. James Wolcott Wadsworth (R) - 40. Walter G. Andrews (R) - 41. Alfred F. Beiter (D) - 42. James M. Mead (D) bis zum 2. Dezember 1938 - 43. Daniel A. Reed (R) - 44. Matthew J. Merritt (D) staatsweit gewählt - 45. Caroline Love Goodwin O’Day (D) staatsweit gewählt North Carolina 11 Wahlbezirke - 1. Lindsay Carter Warren (D) - 2. John H. Kerr (D) - 3. Graham Arthur Barden (D) - 4. Harold D. Cooley (D) - 5. Franklin Wills Hancock (D) - 6. William B. Umstead (D) - 7. J. Bayard Clark (D) - 8. Walter Lambeth (D) - 9. Robert L. Doughton (D) - 10. Alfred L. Bulwinkle (D) - 11. Zebulon Weaver (D) North Dakota 2 Abgeordnete die staatsweit gewählt wurden - William Lemke (Nonpartisan Republican) - Usher L. Burdick (Nonpartisan Republican) Ohio 22 Wahlbezirke. Außerdem wurden zwei Abgeordnete staatsweit gewählt. - 1. Joseph A. Dixon (D) - 2. Herbert S. Bigelow (D) - 3. Byron B. Harlan (D) - 4. Frank Le Blond Kloeb (D) bis zum 19. August 1937 - Walter H. Albaugh (R) ab dem 8. November 1938 - 5. Frank C. Kniffin (D) - 6. James G. Polk (D) - 7. Arthur W. Aleshire (D) - 8. Thomas B. Fletcher (D) - 9. John F. Hunter (D) - 10. Thomas A. Jenkins (R) - 11. Harold K. Claypool (D) - 12. Arthur P. Lamneck (D) - 13. Dudley A. White (R) - 14. Dow W. Harter (D) - 15. Robert T. Secrest (D) - 16. William R. Thom (D) - 17. William A. Ashbrook (D) - 18. Lawrence E. Imhoff (D) - 19. Michael J. Kirwan (D) - 20. Martin L. Sweeney (D) - 21. Robert Crosser (D) - 22. Anthony A. Fleger (D) - 23. John McSweeney (D) staatsweit gewählt - 24. Harold G. Mosier (D) staatsweit gewählt Oklahoma 8 Wahlbezirke. Außerdem wurde ein Abgeordneter staatsweit gewählt - 1. Wesley E. Disney (D) - 2. John Conover Nichols (D) - 3. Wilburn Cartwright (D) - 4. Lyle Boren (D) - 5. Robert P. Hill (D) bis zum 29. Oktober 1937 - Gomer Griffith Smith (D) ab dem 10. Dezember 1937 - 6. Jed Johnson (D) - 7. Sam C. Massingale (D) - 8. Phil Ferguson (D) - 9. Will Rogers (D) staatsweit gewählt Oregon 3 Wahlbezirke - 1. James W. Mott (R) - 2. Walter M. Pierce (D) - 3. Nan Wood Honeyman (D) Pennsylvania 34 Wahlbezirke - 1. Leon Sacks (D) - 2. James P. McGranery (D) - 3. Michael J. Bradley (D) - 4. J. Burrwood Daly (D) - 5. Frank Dorsey (D) - 6. Michael J. Stack (D) - 7. Ira W. Drew (D) - 8. James Wolfenden (R) - 9. Oliver W. Frey (D) - 10. J. Roland Kinzer (R) - 11. Patrick J. Boland (D) - 12. J. Harold Flannery (D) - 13. James H. Gildea (D) - 14. Guy L. Moser (D) - 15. Albert G. Rutherford (R) - 16. Robert F. Rich (R) - 17. J. William Ditter (R) - 18. Benjamin K. Focht (R) bis zum 27. März 1937 - Richard M. Simpson (R) ab dem 11. Mai 1937 - 19. Guy J. Swope (D) - 20. Benjamin Jarrett (R) - 21. Francis E. Walter (D) - 22. Harry L. Haines (D) - 23. Don Hilary Gingery (D) - 24. J. Buell Snyder (D) - 25. Charles I. Faddis (D) - 26. Charles R. Eckert (D) - 27. Joseph Anthony Gray (D) - 28. Robert G. Allen (D) - 29. Charles N. Crosby (D) - 30. Peter J. De Muth (D) - 31. James L. Quinn (D) - 32. Herman P. Eberharter (D) - 33. Henry Ellenbogen (D) bis zum 3. Januar 1938 - 34. Matthew A. Dunn (D) Rhode Island 2 Wahlbezirke - 1. Aime Forand (D) - 2. John Matthew O’Connell (D) South Carolina 6 Wahlbezirke. - 1. Thomas S. McMillan (D) - 2. Hampton P. Fulmer (D) - 3. John C. Taylor (D) - 4. Gabriel H. Mahon (D) - 5. James Prioleau Richards (D) - 6. Allard H. Gasque (D) bis zum 17. Juli 1938 - Elizabeth Hawley Gasque (D) ab dem 13. September 1938 South Dakota 2 Wahlbezirke - 1. Fred H. Hildebrandt (D) - 2. Francis H. Case (R) Tennessee 9 Wahlbezirke - 1. Brazilla Carroll Reece (R) - 2. J. Will Taylor (R) - 3. Sam D. McReynolds (D) - 4. John Ridley Mitchell (D) - 5. Richard Merrill Atkinson (D) - 6. Clarence W. Turner (D) - 7. Herron C. Pearson (D) - 8. Jere Cooper (D) - 9. Walter Chandler (D) Texas 21 Wahlbezirke - 1. Wright Patman (D) - 2. Martin Dies Jr. (D) - 3. Morgan G. Sanders (D) - 4. Sam Rayburn (D) - 5. Hatton W. Sumners (D) - 6. Luther Alexander Johnson (D) - 7. Nat Patton (D) - 8. Albert Thomas (D) - 9. Joseph J. Mansfield (D) - 10. James P. Buchanan (D) bis zum 22. Februar 1937 - Lyndon B. Johnson (D) ab dem 10. April 1937 - 11. William R. Poage (D) - 12. Fritz G. Lanham (D) - 13. William D. McFarlane (D) - 14. Richard M. Kleberg (D) - 15. Milton H. West (D) - 16. R. Ewing Thomason (D) - 17. Clyde L. Garrett (D) - 18. John Marvin Jones (D) - 19. George H. Mahon (D) - 20. Maury Maverick (D) - 21. Charles L. South (D) Utah 2 Wahlbezirke - 1. Orrice Abram Murdock (D) - 2. James W. Robinson (D) Vermont 1 Wahlbezirk (staatsweit) - 1. Charles Albert Plumley (R) Virginia 9 Wahlbezirke - 1. S. Otis Bland (D) - 2. Norman R. Hamilton (D) - 3. Andrew Jackson Montague (D) bis zum 24. Januar 1937 - Dave E. Satterfield (D) ab dem 2. November 1937 - 4. Patrick H. Drewry (D) - 5. Thomas G. Burch (D) - 6. Clifton A. Woodrum (D) - 7. Absalom Willis Robertson (D) - 8. Howard W. Smith (D) - 9. John W. Flannagan (D) Washington 6 Wahlbezirke - 1. Warren G. Magnuson (D) - 2. Monrad Charles Wallgren (D) - 3. Martin F. Smith (D) - 4. Knute Hill (D) - 5. Charles H. Leavy (D) - 6. John M. Coffee (D) West Virginia 6 Wahlbezirke - 1. Robert Lincoln Ramsay (D) - 2. Jennings Randolph (D) - 3. Andrew Edmiston (D) - 4. George William Johnson (D) - 5. John Kee (D) - 6. Joe L. Smith (D) Wisconsin 10 Wahlbezirke - 1. Thomas Ryum Amlie (Wisconsin Progressive Party) - 2. Harry Sauthoff (Wisconsin Progressive Party) - 3. Gardner R. Withrow (Wisconsin Progressive Party) - 4. Raymond Joseph Cannon (D) - 5. Thomas O’Malley (D) - 6. Michael Reilly (D) - 7. Gerald J. Boileau (Wisconsin Progressive Party) - 8. George J. Schneider (Wisconsin Progressive Party) - 9. Merlin Hull (Wisconsin Progressive Party) - 10. Bernard J. Gehrmann (Wisconsin Progressive Party) Wyoming Staatsweite Wahlen - Paul Ranous Greever (D) |

Nicht stimmberechtigte Mitglieder im Repräsentantenhaus:
- Alaska-Territorium:
  - Anthony Dimond (D)
- Hawaii-Territorium:
  - Samuel Wilder King (D)
- Philippinen: 
  - Quintín B. Paredes bis zum 29. September 1938
    - Joaquín Miguel Elizalde ab dem 29. September 1938
- Puerto Rico:
  - Santiago Iglesias